# Leandro Bassano

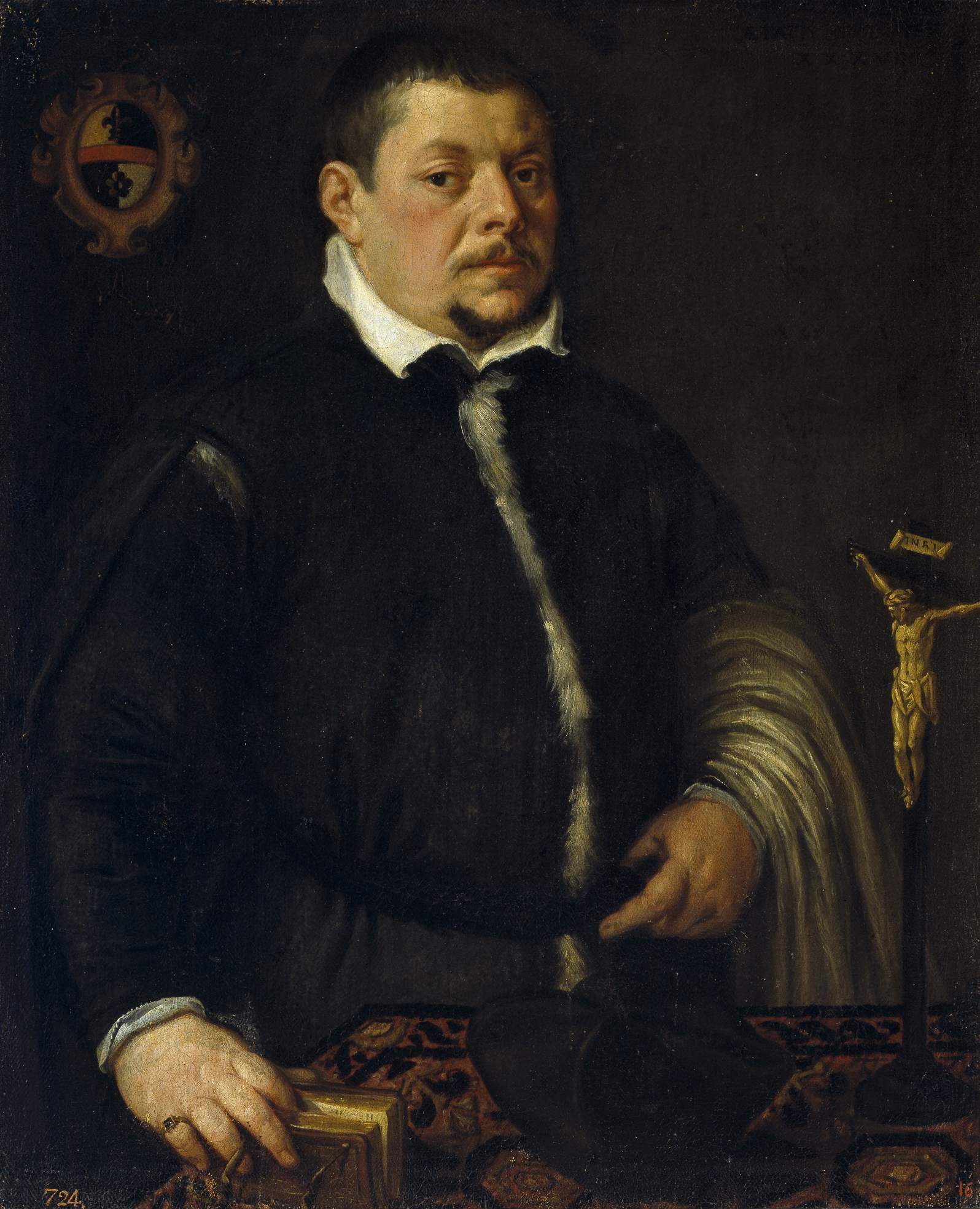
Magistrado con un crucifijo, óleo sobre lienzo, 98 x 80 cm, Madrid, Museo del Prado.

Leandro Bassano, sobrenombre de Leandro da Ponte (Bassano del Grappa, 10 de junio de 1557-Venecia, 1622), fue un pintor manierista italiano, hijo de Jacopo Bassano y hermano de los también pintores Francesco Bassano el Joven y Gerolamo Bassano.
Comenzó su actividad pictórica en el taller (bottega) paterno en Bassano del Grappa, en el que los miembros de la familia desarrollaron una producción ingente, alternando pinturas de gran valor con otras mediocres. El sistema de trabajo en el taller, por otra parte, estará en el origen de los múltiples problemas de atribución, pues en él trabajaron junto con Jacopo sus cuatro hijos, todos pintores. En él Leandro desarrolló muy pronto un estilo propio, basado en el dibujo, las pinceladas finas y los colores fríos y luminosos, aplicados de forma lisa en áreas bien definidas (al contrario que su padre, que usaba brochazos densos y robustos). Desde 1575, la participación de Leandro en el taller se fue haciendo más importante y, tras la marcha de Francesco a Venecia en 1578 para allí abrir una delegación del taller de los Bassano, se convirtió en el principal ayudante de su padre. En 1590 pintó una de sus obras más famosas, el Retrato del podestá Cappelo, y ese año se estableció en Venecia, en el taller dirigido por su hermano. Leandro se distinguió como retratista, con obras como el Retrato de Marino Grimani.
Francesco se suicidó en 1592, tirándose por una ventana, pocos meses después de la muerte de su padre, por lo que Leandro se hizo cargo del taller familiar. Con sus retratos, muy influidos por los de Tintoretto, Leandro adquirió en Venecia popularidad y fue ennoblecido por el dogo de Venecia en 1595 o 1596 (desde entonces, añadió algunas veces Eques a su firma).
En España se encuentran varias de sus obras (así como algunas atribuidas a él pero que en realidad habrían sido pintadas por su hermano), fundamentalmente en el Museo del Prado, donde se conservan siete lienzos de su autoría: Magistrado con crucifijo, Retrato de Jacopo Bassano, Coronación de espinas, Lázaro y el rico Epulón, Las bodas de Caná, El rapto de Europa y Embarco del Dux de Venecia. Otras dos conserva la Real Academia de Bellas Artes de San Fernando: La Riva dei Schiavoni en Venecia y Sacrificio de Noé tras el Diluvio.